# Dassault Mirage F1
O Dassault Mirage F1 é um avião militar projetado e construído pela empresa  francesa Dassault como sucessor do caça  Mirage III. Este caça difere-se das outras aeronaves da família "Mirage" pelo formato de sua asa em seta ao invés de uma asa em delta. Disponível na versão de reconhecimento e ataque, o Mirage F1 é considerado o caça supersônico europeu de segunda geração mais bem sucedido, sendo adquirido pelas forças aéreas de onze países num total de mais de 700 unidades construídas.

## Desenvolvimento
O Mirage F1 foi desenvolvido para ser o substituto dos caças Dassault Mirage III e do Dassault Mirage 5. Seus estudos começaram após o ano de 1963, quando a Força Aérea Francesa solicitou um estudo contendo especificação de um caça multifuncional capaz de realizar missões de interceptação em velocidade supersônicas e de penetração em baixa altitude sob qualquer tempo. Também exigia-se que acomodasse dois fatores operacionais básicos: maior autonomia e raio de missão, e a utilização de pistas distância mais curtas para descolagem e aterragem, permitindo a aproximação numa velocidade abaixo de 140 nós (260 km/h) - tudo isso com o menor custo possível.

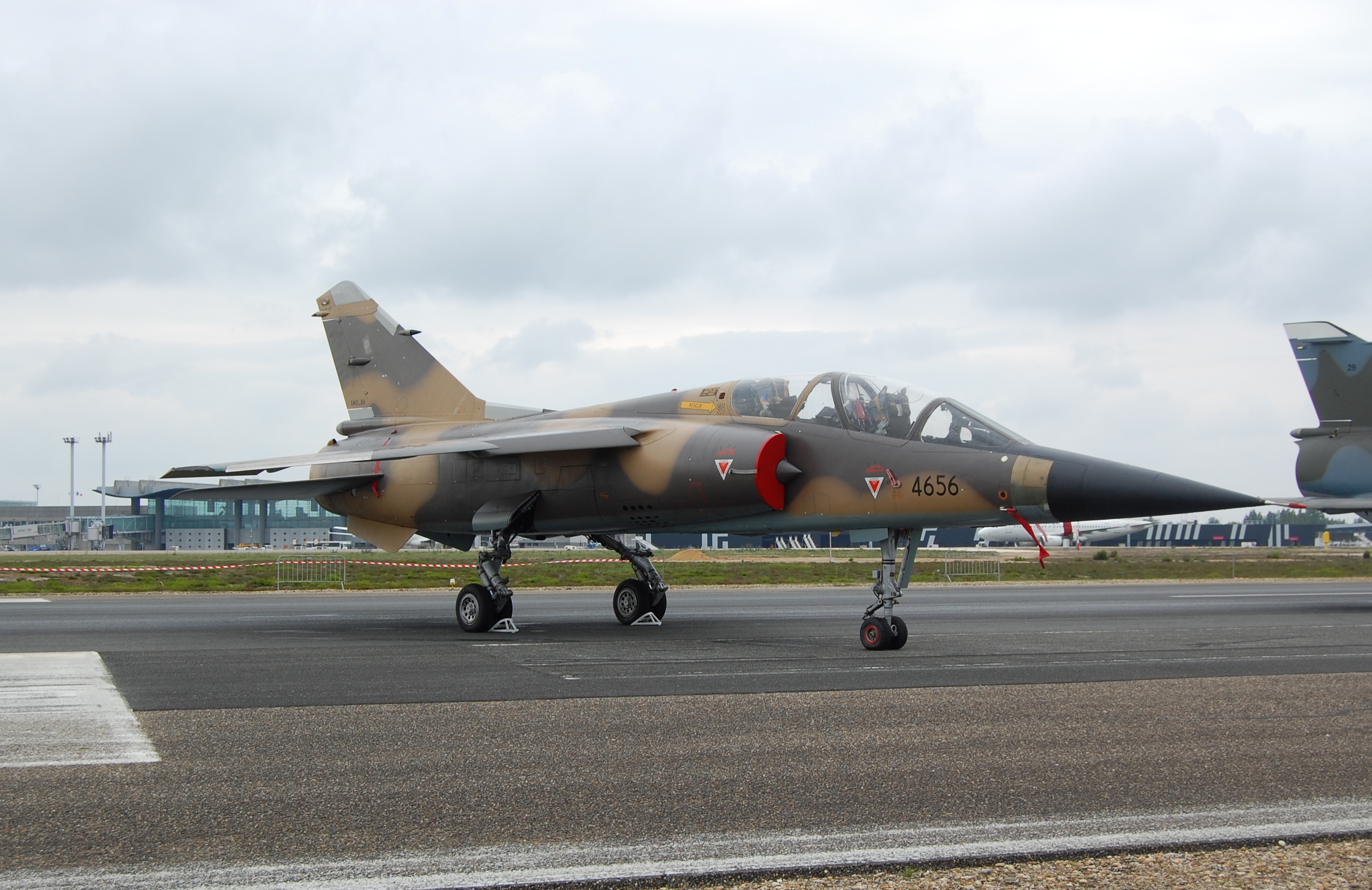
Mirage F1 da Força Aérea Francesa.

O uso de asa em delta utilizado pelos caças da família Mirage exigiam que os pilotos se aproximassem em alta velocidade durante os procedimentos para pouso, o que levou a Dassault realizar uma extensa pesquisa sobre formato de asas para aviões de combate. Com isso, o departamento de engenharia da empresa Dassault passou a trabalhar num projeto denominado Mirage F3. Este projeto viria primeiramente equipado com um reator americano Pratt & Whitney TF-106 e utilizaria asas enflechadas na parte superior da fuselagem com  dispositivos hipersustentadores no objetivo de diminuir a velocidade de aproximação para pouso.
Em 1965, três protótipos de uma versão para dois lugares denominados Mirage III F2 são encomendados.
O primeiro protótipo, utilizando um motor Pratt e Whitney TF30 , fez seu voo inaugural no dia 12 de Junho de 1966. No final deste ano, já demonstrava sua capacidade de atingir a velocidade de Mach 2. Enquanto isso, a Dassault resolveu desenvolver uma versão de um caça menor com um lugar e equipado com o motor  SECMA Atar 9K do  Mirage IV designando Mirage F1 01. Este avião fez seu voo inaugural no dia 23 de Dezembro de 1966. No começo de janeiro de 1967, durante seu quarto voo, este caça já atingia também a velocidade de Mach 2.
Apesar do bom desempenho apresentados pelos protótipos Mirage III F2 e do Mirage G com asas de geometria variável  (primeiro voo ocorrido no dia 18 de Novembro de 1966), a Força Aérea Francesa decidia não mais financiar estes projetos, restando apenas o projeto do Mirage F1 ao qual foi selecionado. O primeiro voo do avião de série ocorreu no dia 15 de Fevereiro de 1973.
Também no ano de 1973 a Dassault resolveu construir dois exemplares para a Europa designados Mirage F1 E e equipados com o motor SNECMA M53. Este modelo participou da concorrência para o caça padrão da OTAN, sendo este preterido em favor do caça americano F-16.

## Entrada em Serviço
O Mirage F1 C entrou em serviço pela Força Aérea Francesa em maio de 1973, quando a primeira produção destes caças foram entregues. Inicialmente eles eram equipados com 2 mísseis ar-ar Matra R530 de médio alcance além dos dois canhões internos de 30mm. Mais tarde, já no final dos anos 70, estes mísseis foram substituídos pelo Matra Super 530 F, além dos trilhos instalados sobre as asas para abrigar os mísseis ar-ar Matra R550 Magic de curto alcance.
A produção em série foi divida em:
- Mirage F1 A (Avião de ataque,  único lugar)

Versão de ataque diurno destinado para exportação, este caça vinha equipado com o radar Aida II, sistema de reabastecimento retrátil e um sistema de navegação e de ataque  com radar telemétrico para tempo aberto. Esta versão podia transportar mais combustível interno do que a versão Mirage F1 C.
- Mirage F1 B (Treinamento, dois lugares)

Versão de treinamento, precisou ser alongado trinta centímetros para permitir a instalação de um segundo lugar. Possuía capacidade reduzida de combustível e era desprovido dos canhões internos de 30 mm.
- Mirage F1 CR (Reconhecimento, um lugar)

Avião tático e de reconhecimento, foi desenvolvido para substituir os caças Mirage III R e RD. O canhão direito foi substituído por um sensor infravermelho. Esta aeronave possuía localizado no nariz uma câmera de visão panorâmica (Omer 40) ou de visão vertical (Omer 33), além de ser equipado com um novo sistema de navegação e de ataque. Possuía uma série de pods externo para reconhecimento (câmeras, radares, etc.). O protótipo fez seu primeiro voo no dia 20 de novembro de 1981 e entrou em serviço em Julho de 1983.

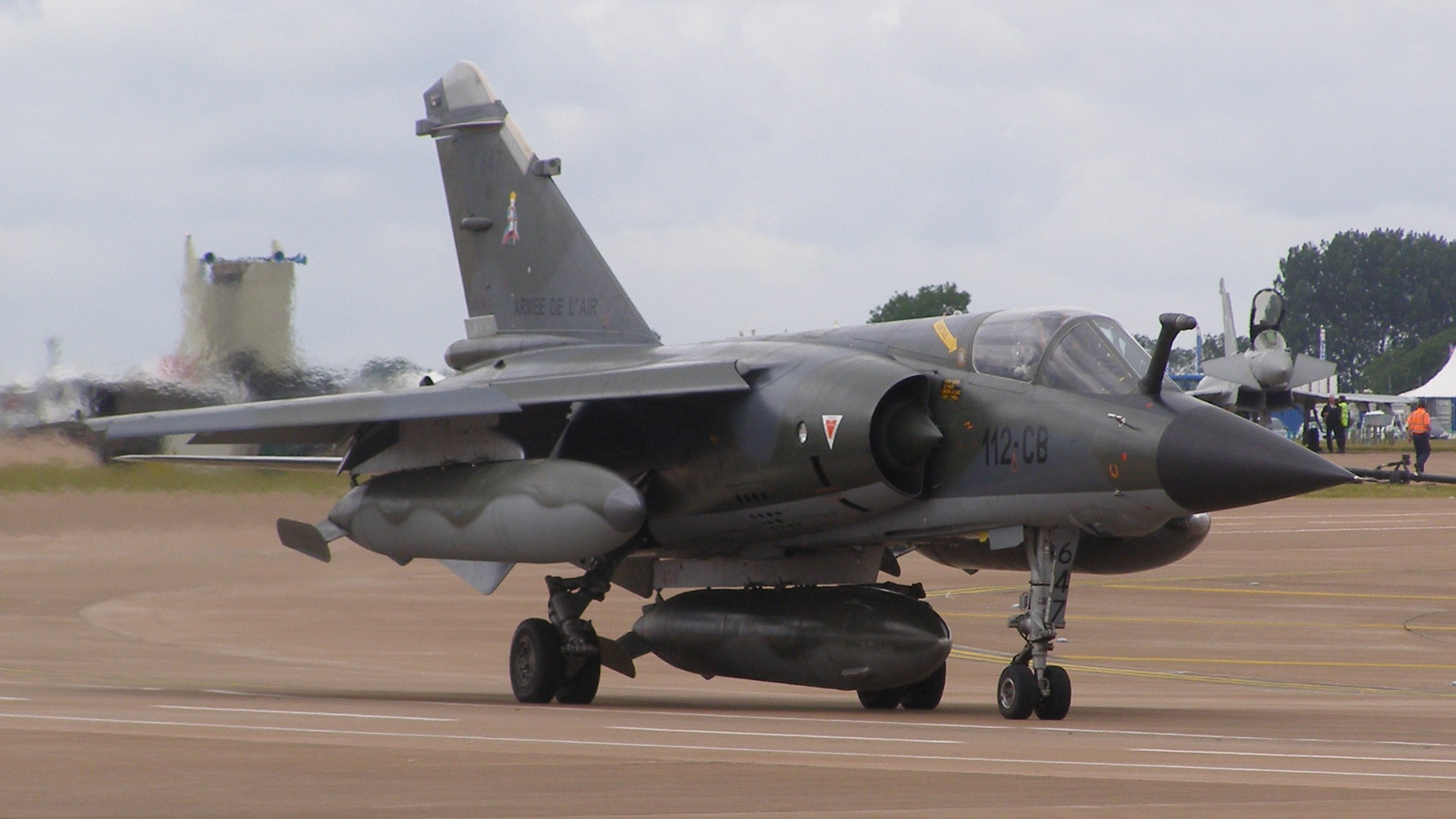
Mirage F1 CR

- Mirage F1 CT (Assalto, único lugar)

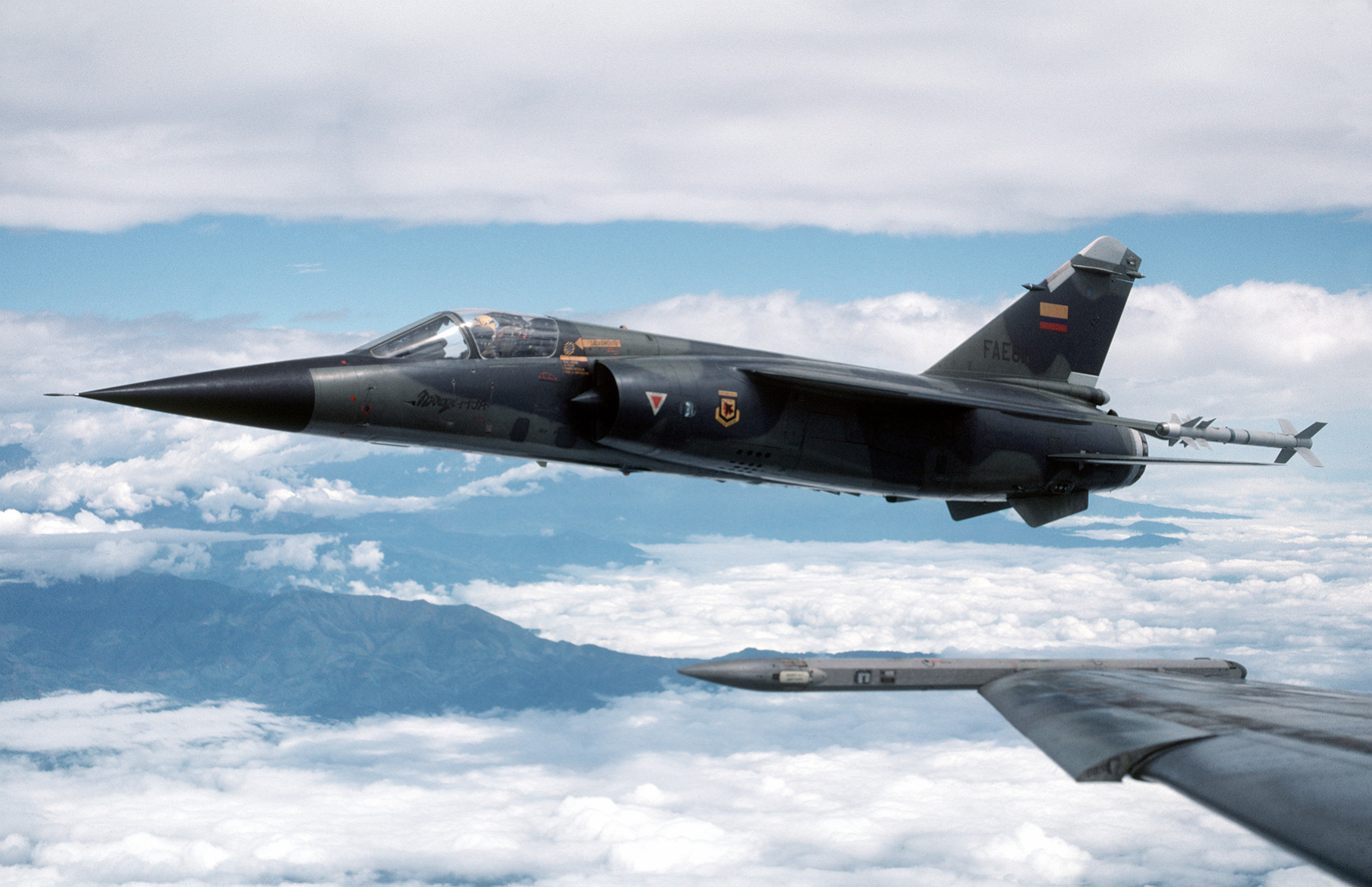
Mirage F1-E da Força Aérea do Equador

Aeronave de um lugar de assalto táctico, tinha como objetivo substituir os caças Mirage IIIE e os Mirage 5F. Eram equipados com  adicionado um telêmetro a laser, um novo radar com sistema de detector de aviso e um novo assento ejetável. O sistema elétrico foi completamente substituído com atualização do painel eletrônico. Também foi removido o canhão esquerdo, permitinfo a instalação de duas câmeras de pequeno porte. O primeiro avião entrou em serviço no ano de 1992.
Segue abaixo as principais diferenças de cada versão:
| Dados                         | Mirage F1C | Mirage F1B  | Mirage F1E       | Mirage F1CR    | Mirage F1CT      |
| ----------------------------- | ---------- | ----------- | ---------------- | -------------- | ---------------- |
| Missão                        | Caça       | Treinamento | Caça Bombardeiro | Reconhecimento | Caça Bombardeiro |
| Tripulação                    | 1          | 2           | 1                | 1              | 1                |
| Míssil ar-ar de curto alcance | Sim        | Sim         | Sim              | Sim            | Sim              |
| Míssil ar-ar de médio alcance | Sim        | Sim         | Sim              | Não            | Sim              |
| Míssil ar-terra               | Não        | Não         | Sim              | Não            | Sim              |
| Canhão interno                | Sim        | Não         | Sim              | Sim            | Sim              |
| Equipamento de reconhecimento | Não        | Não         | Não              | Sim            | Não              |
| Radar Cyrano                  | Sim        | Sim         | Sim              | Sim            | Sim              |
| Sistema Inercial de Navegação | Não        | Não         | Sim              | Sim            | Sim              |

## Utilização em Combate
- Guerra das Fronteiras: Caças Mirage F1 foram utilizados pela África do Sul durante a guerra de fronteira contra a Angola, entre o período de 1978 a 1982.  Dois MiG-21 angolanos foram abatidos por um F1 CZ. Pelo menos um Mirage F1 CZ foi abatido por um míssil terra-ar disparado por Angola. Este caça foi reparado utilizando-se de peças de aviões que se encontravam fora de serviço.[2]
- Guerra Irã-Iraque: Ocorrida entre o período de 1980 a 1988, o Mirage F1 foi utilizado pelo Iraque durante os quais obteve-se várias vitórias aéreas, inclusive contra os caças F-4, F-5 e F-14 do exército dos  iraniano. Entretanto, vários Mirage F1 iraquianos também foram abatidos pelos caças F-14 iranianos durante essa guerra.
- Guerra do Golfo: Durante a guerra do golfo, entre os anos de 1990 a 1991, vários Mirages F1 iraquianos foram abatidos, muitos deles ainda em terra. Outros acabaram sendo refugiados no Irã e hoje fazem parte de seu arsenal.
- Conflito do Cenepa: Ocorrido na fronteira entre o Peru e o Equador durante o mês de Fevereiro de 1995, de acordo à Força Aerea do Equador, dois MirageF1 abateram dois SU22 da Força Aerea do Peru. Porém, as Forças Armadas do Equador desmentiram tal fato mediante comunicado oficial indicando que os SU22 FAP foram derrubados por Artilharia Antiaérea. As Forças Armadas do Peru também confirmam a queda dos dois SU22 por parte de artilharia antiaérea equatoriana uma vez que no SU22 achado não se encontrou nenhum vestígio de ter sido atingido por misseis do Mirage F1.

## Operadores
Relação de países onde o Mirage F1 está ou já esteve em operação:

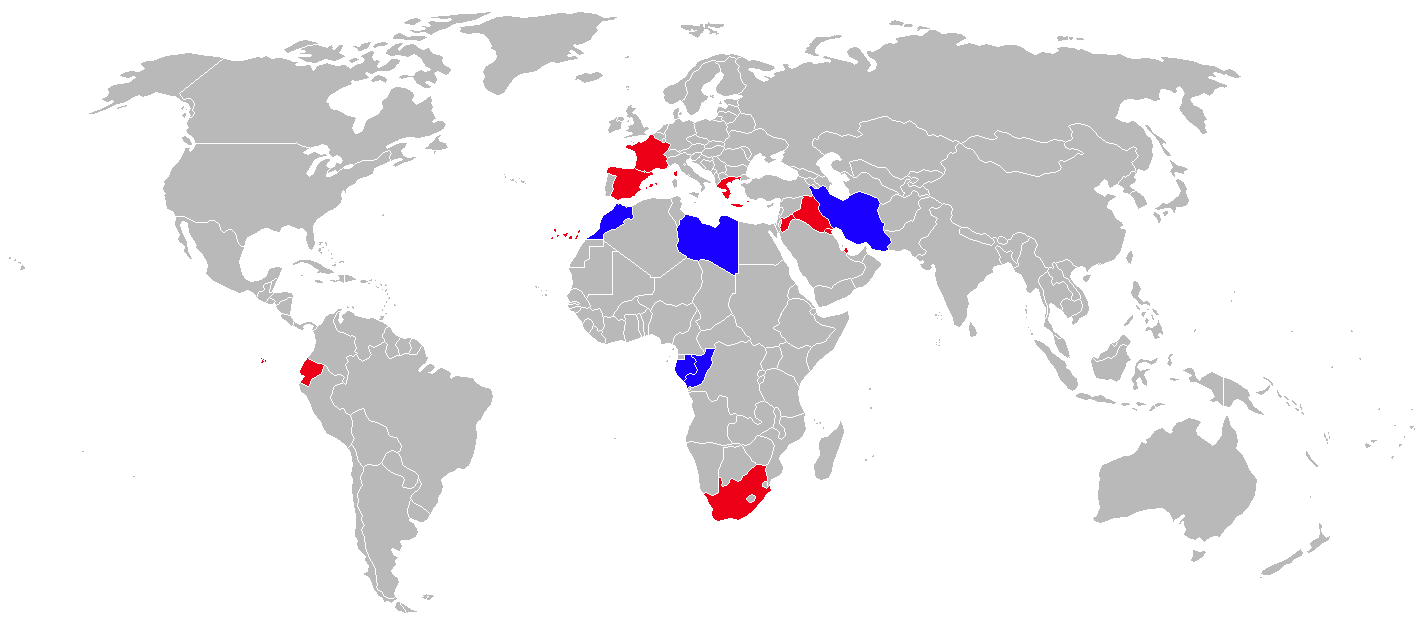
Em azul os países onde o Mirage F1 está ativo no inventário de suas forças armadas. Em vermelho, as nações que já utilizaram a aeronave mas a aposentaram do serviço regular

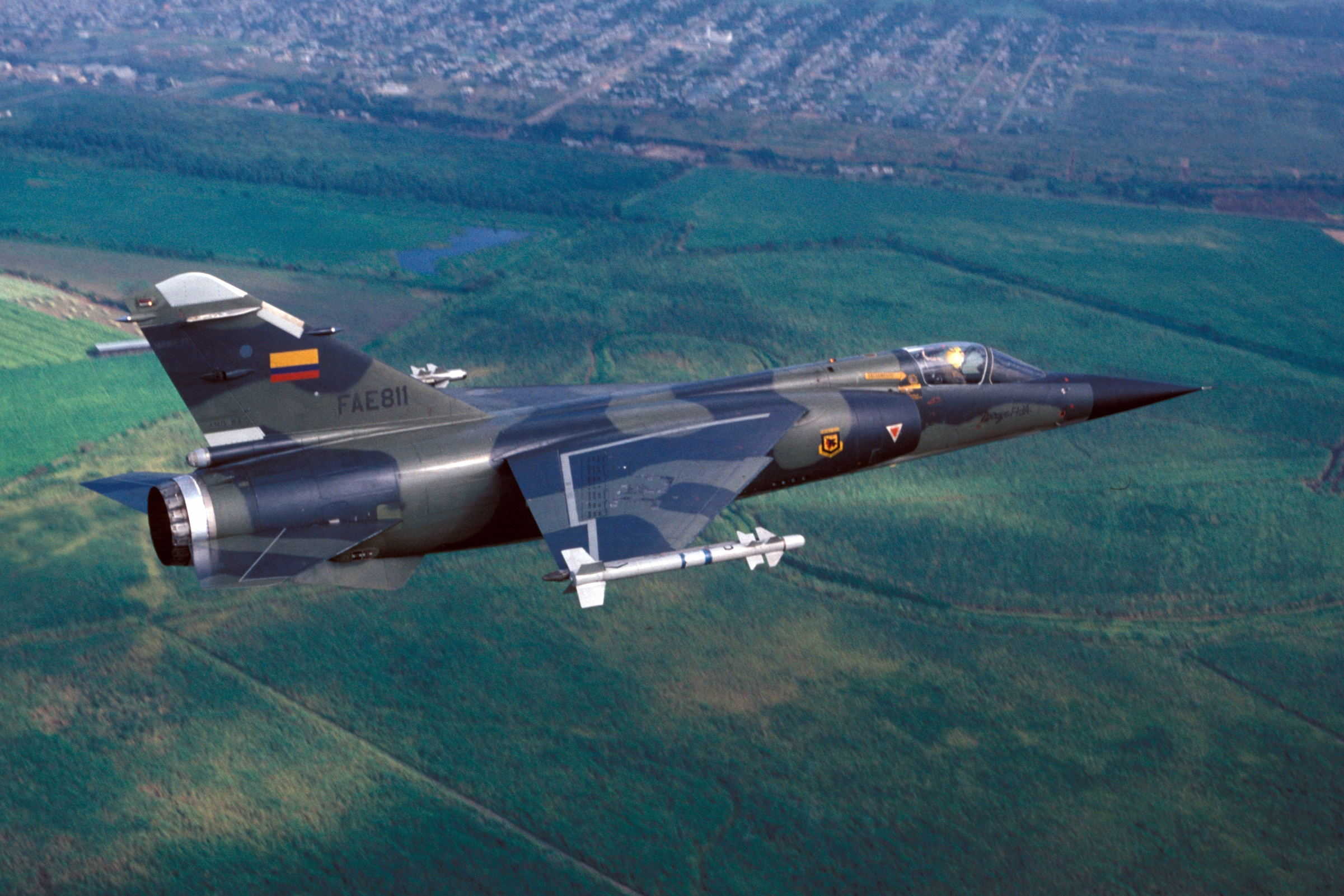
Um Mirage F.1JA equatoriano

### Países que Operam
- Gabão
- Irão
- Jordânia
- Líbia
- Marrocos

### Países que já Operaram
- África do Sul
- Grécia
- Iraque
- Kuwait
- Catar
- França[3]
- Espanha[4]
- Equador[5]

## Aviões Similares
- F-16 Falcon
- Mikoyan-Gurevich MiG-23